# Arnicastrum guerrerense
Arnicastrum guerrerense (también A. guerrense) es una especie de planta de la familia de la asteráceas. 

## Descripción
Tiene las flores amarillas. Esta planta se sabe de las montañas de Sierra Madre del Sur en Guerrero en México a una altitud de 3200 metros, donde fue descubierta en 1983 en el bosque con Pinus hartwegii y Abies.

## Incorporación en Lista roja
A. guerrerense está catalogada en la lista roja oficial de México como una planta necesitada de "especial protección".

## Literatura
Villaseñor, J. L. 1986. A New Species of the Mexican Genus Arnicastrum Greenm. (Asteraceae: Heliantheae). Systematic Botany 11(2):277-279.
- Datos: Q3509117